# Peter Van Houdt
Peter Van Houdt, né à Hasselt le 4 novembre 1976, est un joueur de football international belge actif durant les années 1990 et 2000 qui occupait le poste d'attaquant. Il dispute l'essentiel de sa carrière à l'étranger, d'abord aux Pays-Bas, où il remporte deux fois la coupe nationale puis en Allemagne. Il met un terme à sa carrière en 2010 et s'est depuis reconverti comme entraîneur.

## Carrière

### Débuts à Saint-Trond
Peter Van Houdt commence le football à l'âge de six ans au club de Herk Sport. En 1991, il rejoint les équipes de jeunes de Saint-Trond où il termine sa formation. Il intègre l'équipe première des « Canaris » en 1994 et dispute son premier match le 10 septembre 1994. Il inscrit son premier but en match officiel lors de sa deuxième titularisation le 29 octobre 1994, permettant à son club de réaliser un match nul contre le Lierse. Il devient un titulaire indiscutable dans l'attaque trudonnaire la saison suivante et marque onze buts toutes compétitions confondues.

### Quatre bonnes saisons aux Pays-Bas
En 1996, Peter Van Houdt est recruté par le club néerlandais du Roda JC. Il y devient rapidement titulaire et remporte au terme de sa première saison la Coupe des Pays-Bas. Lors de la saison 1998-1999, il est le meilleur buteur du club avec 17 buts inscrits et devient international belge. La saison suivante, il ajoute une seconde Coupe des Pays-Bas à son palmarès.

### Des hauts et des bas en Allemagne
Après quatre saisons à Roda, il décide de partir pour l'Allemagne et s'engage avec le Borussia Mönchengladbach, qui évolue alors en 2. Bundesliga. Pour sa première saison, il inscrit douze buts en championnat, participant activement à la remontée du club en première division. Il conserve sa place de titulaire pendant trois ans, ce qui lui permet d'être à nouveau appelé en équipe nationale belge en novembre 2001 mais il rate la Coupe du monde 2002 à cause d'une blessure. En octobre 2003, il est renvoyé dans l'équipe amateurs de Mönchengladbach, ses prestations étant jugées insuffisantes. En janvier 2004, il est autorisé à quitter le club et rejoint le MSV Duisbourg, en deuxième division allemande. Il y retrouve du temps de jeu et aide son club à remonter en Bundesliga en 2005. De retour en première division allemande et souvent aligné dans l'équipe, il n'inscrit qu'un seul but durant la saison 2005-2006, qui voit son équipe reléguée au terme du championnat.

### Retour à Saint-Trond et fin de carrière difficile
Après la relégation du club allemand, Peter Van Houdt est laissé libre de s'engager avec une autre équipe. Il décide de retourner à Saint-Trond, où il signe un contrat de trois ans. Il redevient rapidement titulaire et inscrit onze buts toutes compétitions confondues durant la saison 2006-2007. Toutefois, sa fin de saison est perturbée par une blessure qui le tient écarté des terrains jusqu'en octobre 2007. Il revient dans l'équipe de base mais n'inscrit qu'un seul but avant de se blesser à nouveau en janvier 2008. De retour à la fin du mois de mars, il est écarté du groupe après avoir provoqué un accident de la route sous l'influence de l'alcool le 17 avril 2008,. Il reprend la compétition en août 2008 pour aider le club à remonter en Division 1 après avoir terminé dernier la saison précédente. Il ne joue finalement que sept matches, tous en tant que remplaçant. Après la rencontre face au RFC Liège le 20 septembre, il ne joue plus un seul match avec Saint-Trond. À la fin du mois d'octobre, il est renvoyé dans le noyau B en attendant d'être transféré durant le mercato de janvier.
Peter Van Houdt trouve un nouveau club le 30 janvier 2009, le RFC Liège, où il s'engage pour six mois avec une option pour une saison supplémentaire. Son premier match avec les « Sang et marine » a lieu une semaine plus tard contre Saint-Trond. Il monte au jeu à une demi-heure de la fin et inscrit le seul but de ses couleurs, ce qui ne permet toutefois pas d'éviter la défaite. Malgré ce but, il ne parvient pas à obtenir une place de titulaire et en fin de saison, son contrat n'est pas prolongé. Dans le courant du mois de juillet, il passe un test à l'Antwerp mais il n'est pas retenu. Il finit par s'engager le 31 août avec le KS Kermt-Hasselt, où il signe un contrat d'un an comme joueur amateur. En fin de saison, il décide de raccrocher les crampons.

### Reconversion comme entraîneur
Peter Van Houdt décide de se reconvertir comme entraîneur. Il dirige les équipes de jeunes de différents clubs limbourgeois et est nommé entraîneur-adjoint de Dirk Verjans à Herk Sport pour la saison 2011-2012. Il est promu au rang d'entraîneur principal la saison suivante. Il occupe ce poste jusqu'en octobre 2014, quand il est nommé à la tête du KVK Wellen. Il est remplacé en février 2016 par un autre ancien « Diable Rouge », Gunther Verjans. En décembre de la même année, il est nommé à la tête du RC Hades.

## Palmarès
- International belge entre 1999 et 2002 (6 sélections).
- Vainqueur de la Coupe Kirin 1999 avec la Belgique.
- 2 fois vainqueur de la Coupe des Pays-Bas en 1997 et 2000 avec Roda JC.

## Statistiques
| Saison                | Club                     | Championnat           | Championnat | Championnat | Coupe(s) nationale(s) | Coupe(s) nationale(s) | Compétition(s) continentale(s) | Compétition(s) continentale(s) | Compétition(s) continentale(s) | Sélection                          | Sélection | Sélection | Total | Total |
| Saison                | Club                     | Division              | M.          | B.          | M.                    | B.                    | Comp.                          | M.                             | B.                             | Équipe                             | M.        | B.        | M.    | B.    |
| 1994-1995             | K Saint-Trond VV         | Division 1            | 30          | 5           | 1                     | 0                     | -                              | 0                              | 0                              | Belgique -18 ans+ Belgique espoirs | 1+1       | 1+0       | 33    | 6     |
| 1995-1996             | K Saint-Trond VV         | Division 1            | 31          | 8           | 5                     | 3                     | -                              | 0                              | 0                              | Belgique espoirs                   | 9         | 0         | 45    | 11    |
| Sous-total            | Sous-total               | Sous-total            | 61          | 13          | 6                     | 3                     | -                              | 0                              | 0                              | -                                  | 11        | 1         | 78    | 17    |
| 1996-1997             | Roda JC                  | Eredivisie            | 31          | 8           | -                     | -                     | C3                             | 2                              | 0                              | Belgique espoirs                   | 4         | 3         | 37    | 11    |
| 1997-1998             | Roda JC                  | Eredivisie            | 33          | 4           | -                     | -                     | C2                             | 6                              | 6                              | Belgique espoirs                   | 2         | 0         | 41    | 10    |
| 1998-1999             | Roda JC                  | Eredivisie            | 32          | 17          | -                     | -                     | -                              | 0                              | 0                              | Belgique                           | 2         | 0         | 34    | 17    |
| 1999-2000             | Roda JC                  | Eredivisie            | 26          | 5           | -                     | -                     | C3                             | 1                              | 0                              | -                                  | 0         | 0         | 27    | 5     |
| Sous-total            | Sous-total               | Sous-total            | 122         | 34          | -                     | -                     | -                              | 9                              | 6                              | -                                  | 8         | 3         | 139   | 43    |
| 2000-2001             | Borussia Mönchengladbach | 2. Bundesliga         | 33          | 12          | 5                     | 1                     | -                              | 0                              | 0                              | -                                  | 0         | 0         | 38    | 13    |
| 2001-2002             | Borussia Mönchengladbach | Bundesliga            | 31          | 6           | 2                     | 0                     | -                              | 0                              | 0                              | Belgique                           | 1         | 0         | 34    | 6     |
| 2002-2003             | Borussia Mönchengladbach | Bundesliga            | 17          | 2           | 1                     | 0                     | -                              | 0                              | 0                              | Belgique                           | 3         | 0         | 21    | 2     |
| 2003-2004             | Borussia Mönchengladbach | Bundesliga            | 2           | 0           | 0                     | 0                     | -                              | 0                              | 0                              | -                                  | 0         | 0         | 2     | 0     |
| Sous-total            | Sous-total               | Sous-total            | 83          | 20          | 8                     | 1                     | -                              | 0                              | 0                              | -                                  | 4         | 0         | 95    | 21    |
| 2003-2004             | MSV Duisbourg            | 2. Bundesliga         | 13          | 1           | 0                     | 0                     | -                              | 0                              | 0                              | -                                  | 0         | 0         | 13    | 1     |
| 2004-2005             | MSV Duisbourg            | 2. Bundesliga         | 29          | 6           | 2                     | 0                     | -                              | 0                              | 0                              | -                                  | 0         | 0         | 31    | 6     |
| 2005-2006             | MSV Duisbourg            | 2. Bundesliga         | 29          | 1           | 2                     | 0                     | -                              | 0                              | 0                              | -                                  | 0         | 0         | 31    | 1     |
| Sous-total            | Sous-total               | Sous-total            | 71          | 8           | 4                     | 0                     | -                              | 0                              | 0                              | -                                  | 0         | 0         | 75    | 8     |
| 2006-2007             | K Saint-Trond VV         | Division 1            | 27          | 10          | 2                     | 1                     | -                              | 0                              | 0                              | -                                  | 0         | 0         | 29    | 11    |
| 2007-2008             | K Saint-Trond VV         | Division 1            | 12          | 1           | 1                     | 0                     | -                              | 0                              | 0                              | -                                  | 0         | 0         | 13    | 1     |
| 2008-2009             | K Saint-Trond VV         | Division 2            | 5           | 1           | 2                     | 0                     | -                              | 0                              | 0                              | -                                  | 0         | 0         | 7     | 1     |
| Sous-total            | Sous-total               | Sous-total            | 44          | 12          | 5                     | 1                     | -                              | 0                              | 0                              | -                                  | 0         | 0         | 49    | 13    |
| 2008-2009             | RFC Liège                | Division 2            | 8           | 2           | 0                     | 0                     | -                              | 0                              | 0                              | -                                  | 0         | 0         | 8     | 2     |
| Sous-total            | Sous-total               | Sous-total            | 8           | 2           | 0                     | 0                     | -                              | 0                              | 0                              | -                                  | 0         | 0         | 8     | 2     |
| 2009-2010             | KS Kermt-Hasselt         | Division 3            | 20          | 4           | 0                     | 0                     | -                              | 0                              | 0                              | -                                  | 0         | 0         | 20    | 4     |
| Sous-total            | Sous-total               | Sous-total            | 20          | 4           | 0                     | 0                     | -                              | 0                              | 0                              | -                                  | 0         | 0         | 20    | 4     |
| Total sur la carrière | Total sur la carrière    | Total sur la carrière | 409         | 93          | 23                    | 5                     | -                              | 9                              | 6                              | -                                  | 23        | 4         | 464   | 108   |

## Sélections internationales
Peter Van Houdt est sélectionné dès la catégorie des moins de 16 ans en 1992 et 1993. Avec cette sélection, il dispute dix rencontres et inscrit deux buts, participant notamment au championnat d'Europe 1993, où la Belgique est éliminée en quarts de finale par la Pologne, futur vainqueur. À la même période, il est appelé également en équipe des moins de 17 ans, avec lesquels il joue cinq matches et marque un but. En 1994, il joue une rencontre avec les moins de 18 ans face à l'Autriche et inscrit un but. De 1995 à 1997, il fait partie du noyau des espoirs. Il joue seize rencontres dans cette catégorie et marque à trois reprises.
La première sélection de Peter Van Houdt avec les « Diables Rouges » remonte au 27 mars 1999 lors d'un match amical contre la Bulgarie, au cours duquel il rentre à neuf minutes de la fin. Il participe ensuite à la Coupe Kirin 1999, dont il dispute sept minutes du match contre le Pérou. Il doit attendre ensuite deux ans et demi avant de revenir en équipe nationale. Il joue onze minutes du match aller des barrages de qualification pour la Coupe du monde 2002 contre la Tchéquie. Il est ensuite victime d'une blessure et n'est rappelé que dix mois plus tard par le nouveau sélectionneur Aimé Anthuenis. Il joue trois rencontres entre août et octobre 2002, dont deux comme titulaire. Sa dernière sélection a lieu le 16 octobre 2002 contre l'Estonie.
Le tableau ci-dessous reprend toutes les sélections de Peter Van Houdt. Les matches qu'il ne joue pas sont indiqués en italique. Le score de la Belgique est toujours indiqué en gras.
| Date       | Compétition                                  | Adversaire   | Lieu               | Score | Remarque |
| ---------- | -------------------------------------------- | ------------ | ------------------ | ----- | -------- |
| 27/03/1999 | Match amical                                 | Bulgarie     | Bruxelles          | 0-1   | 81e      |
| 30/03/1999 | Match amical                                 | Égypte       | Liège              | 0-1   |          |
| 30/05/1999 | Coupe Kirin 1999                             | Pérou        | Kyoto              | 0-1   | 83e      |
| 3/06/1999  | Coupe Kirin 1999                             | Japon        | Tokyo              | 0-0   |          |
| 5/06/1999  | Match amical                                 | Corée du Sud | Séoul              | 1-2   |          |
| 10/11/2001 | Éliminatoires Coupe du monde 2002 (barrages) | Tchéquie     | Bruxelles          | 1-0   | 79e      |
| 14/11/2001 | Éliminatoires Coupe du monde 2002 (barrages) | Tchéquie     | Prague             | 0-1   |          |
| 21/08/2002 | Match amical                                 | Pologne      | Szczecin           | 1-1   | 73e      |
| 12/10/2002 | Éliminatoires Euro 2004 (Groupe 8)           | Andorre      | Andorre-la-Vieille | 0-1   |          |
| 16/10/2002 | Éliminatoires Euro 2004 (Groupe 8)           | Estonie      | Tallinn            | 0-1   |          |